# ローラ・バニー
ローラ・バニー（Lola Bunny）は、ルーニー・テューンズのキャラクター。彼女のボーイフレンドは、バッグス・バニー。

## キャラクター
ローラは、1996年の映画スペース・ジャムで初めて登場した。淡い茶色の毛皮と前髪が金髪なのが特徴。バッグスのガールフレンドを作るために、このキャラクターが誕生した。
ポニーテールのように両方の耳に紫色のゴムバンドを身に着けている。また、耳はバッグスのように立てていない。美人でとても魅力的な女性で、性格はおてんば。バスケが得意。
ローラは、テレビアニメシリーズ『ルーニー・テューンズ・ショー』でのみ大幅にキャラクターが変更され『スペース・ジャム』では、バッグスが追いかけ回していたが、本作ではバッグスのことが一方的に好きで追い回していて、運転中にバッグスに連絡し、交通事故を起こすなどトラブルを起こしている。
なお、『ルーニー・テューンズ・ショー』ではローラには母のパトリシアと父のウォルターがいる。
『スペース・プレイヤーズ』にも登場しているが、キャラクターデザインが変更されている。

## 出演作品

### テレビ番組
- ルーニー・テューンズ・ショー（The Looney Tunes Show 2011年 - 2014年）
- バッグス・バニー ビルダーズ（Bugs Bunny Builders 2022年 - ）

### 映画
- スペース・ジャム（Space Jam）
- トゥイーティーのフライング・アドベンチャー 80日間世界一周大冒険（Tweety High Frying Adventure）
- スペース・プレイヤーズ（Space Jam:A New Legacy）

## 声優

### アメリカ版
| 声優                   | 担当した年                    | 担当した作品 |
| ---------------------- | ----------------------------- | --- |
| キャス・スーシー       | 1996年 - 2000年 2015年 - 現在 | スペース・ジャム トゥイーティーのフライングアドベンチャー 80日間世界一周大冒険 バッグス! ルーニー・テューンズ・プロダクション |
| ブリット・マッキリップ | 2002年 - 2005年               | ベビー・ルーニー・テューンズ                                                                                                  |
| クリステン・ウィグ     | 2011年 - 2014年               | ルーニー・テューンズ・ショー                                                                                                  |
| レイチェル・ラムラス   | 2014年、2015年                | Scooby Doo＆Looney Tunes Cartoon Universe：Adventure Looney Tunes：Rabbits Run                                                |
| ゼンデイヤ             | 2021年                        | スペース・プレイヤーズ |

### 日本語版
| 声優     | 担当した年      | 担当した作品 |
| -------- | --------------- | --- |
| 深水由美 | 1997年4月26日 - | スペース・ジャム トゥイーティーのフライング・アドベンチャー 80日間世界一周大冒険 ルーニー・テューンズ・ショー スペース・プレイヤーズ |
| 細野雅世 | 2005年          | ベビー・ルーニー・テューンズ |